# Рахи Моајери
Рахи Моајери (персијски: رهی معیری) био је савремени ирански песник и музичар. Његово право име је било Мухамад Хасан Моајери (персијски: محمد حسن معیری).

## Биографија
Рођен је у уметничкој и музичарској породици 30. априла 1909. године у Техерану. Његов ујак је био познати песник каџарског периода Форуги Бастами. Моајери је почео да пише активну поезију када му је било седамнаест година и изабрао је име Рахи за свој песнички псеудоним. Али, свој песнички таленат је показао веома рано и већ са 12-13 година је написао чувену песму Шод хазан.
Рахи је проучавао дела свих великана персијске књижевности, а Саади му је био омиљен међу њима и његови утицаји се могу видети у поезији Рахија Моајерија. Уз газеле, писао је и поезију у у форми месневија. Поред тога што је био песник, Рахи је био и композитор. Његова поезија комбинује дивне призоре, елоквенцију и деликатност израза. Управо ти квалитети и одлично познавање персијске музике довели су до тога да Моајери буде омиљени песник многих композитора свог времена.
„Рухолах Халеги” и Рахи су се упознали 1941. године и након тога је Моајери писао текст за већину Халегијевих композиција. Поред тога сарађивао је и са другим композиторима, као што су „Мортеза Махџуби”, „Али Таџвиди”, „Хосеин Јахаки”, „Муса Маруфи” и „Џавад Маруфи”. Рухолах Халеги је изјавио како је био нарочито иморесиониран Рахијевом способношћу да уклопи речи у музику. Рахијеве песме су објављене у неколико збирки: „Саје Омр” (персијски: سايه عمر), у преводу Сенка живота, објављеној 1964. године, „Азаде” објављеној 1974. године и „Џавдане Рахи” која је изашла десет година касније.
Рахи је био близак пријатељ Давуда Пирниа, оснивача радио програма Голха, и захваљујући том пријатељству је за тај програм урадио много песама са Мортезом Махџубијем. Касне педесете и шездесете године двадесетог века многи сматрају златним добом персијске музике. Након што је Пирниа поднео оставку, Рахи је прихватио да води Голха програм и на том положају је остао док га болест није приморала да се повуче. Био је познат као веома добро одевен човек, очаравајућих зелених очију. Није се женио. Био је несебичан човек и чак није желео да објави своју књигу. Увек је говорио да његове песме не могу да се пореде са онима старих великана поезије. Такође је написао много шаљивих песама под разним псеудонимима. 
Рахи Моајери је умро 5. новембра 1968. године у Техерану. Сахрањен је на гробљу Захир о-довле у северном делу Техерана.